# Richard von Deidesheim
Richard von Deidesheim (* um 1200 in Deidesheim; † 25. April 1278 in Wimpfen) war ein deutscher Priester. Er war Dekan des Ritterstifts Wimpfen und als Bauherr beim Umbau der Stiftskirche St. Peter ein Vorreiter bei der Einführung des gotischen Baustils in Deutschland.

## Familie
Richard von Deidesheim stammte aus dem adeligen Geschlecht der Ritter von Deidesheim; seine Eltern hießen Dietrich und Agnes. Die Familie, die nicht allzu wohlhabend war, gelangte später als Lehnsträger auf Wormser Territorium. Vermutlich entstammte auch der kurtrierische Kanzlist Dietrich von Deidesheim (um 1305–um 1360) aus dieser Familie. Sie starb gegen Ende des 14. Jahrhunderts aus.

## Leben
Vieles aus dem Leben des Richard von Deidesheim ist überliefert von Burkhard von Hall († 1300), dem zweiten Nachfolger Richards als Dekan des Stifts Wimpfen. Richard von Deidesheim erhielt eine gute schulische Ausbildung: Er lernte zunächst wohl in der Schule in Deidesheim, danach möglicherweise an den Domschulen in Speyer und Worms. Richards Eltern starben früh; sein Erbe verwendete er für die Vollendung seines Theologiestudiums. Danach reiste er nach Rom, um sich von Papst eine Anwartschaft auf eine Pfründe in Wimpfen zu erbeten, die der Papst ihm auch gewährte. 1254 trat er in das Stift Wimpfen ein und 1255 wurde er in Worms von Bischof Richard von Daun zum Priester geweiht.
Zunächst war Richard von Deidesheim einer von mehreren Chorherren (Kanoniker) des Ritterstifts in Wimpfen, die alle Adlige sein mussten. Sein Chronist Burkhard von Hall hebt seine Tugenden hervor, die Richard von Deidesheim ausgezeichnet haben: seine Barmherzigkeit, seine Opferbereitschaft und seine Frömmigkeit. Als Chorherr trat er entschieden den Missständen entgegen, die im Ritterstift zu jener Zeit herrschten; so wurden beispielsweise die Einkommen aus den Pfründen abwesender Personen untereinander aufgeteilt und Konkubinen gehalten. Richard von Deidesheim setzte trotz des Widerstands einiger Kanoniker des Stifts durch, dass der Sittenverfall unterbunden wurde und eine religiöse Erneuerung im Stift stattfinden konnte.
Zwischen 1262 und 1268 wurde Richard von Deidesheim zum Dekan gewählt und war damit auch der stellvertretende Propst des Stifts, welcher auch Archidiakon des Bistums Worms war. Wie Burkhard von Hall schrieb, war damals die Stiftskirche stark verfallen. Richard von Deidesheim ließ Stiftsbauten abtragen und die Kirche neu errichten, wobei einige Teile romanischen Stils erhalten blieben und in den Neubau integriert wurden, insbesondere die Westseite der Kirche.
Für den Bau der Stiftskirche ließ Dekan Richard von Deidesheim einen Steinmetz aus Paris kommen, der viel Erfahrung mitbrachte, und ließ ihn die Kirche nach französischen Vorbildern gestalten. Mit der Beauftragung dieses Steinmetzes vollzog Richard von Deidesheim einen entscheidenden Schritt bei der Einführung des gotischen Baustils in die deutsche Kirchenbaukunst. Die Stiftskirche St. Peter, deren Neubau am 19. April 1269 begonnen und bis zum 19. April 1274 weitestgehend fertiggestellt wurde, gilt als eine der ersten frühgotischen Kirchen Deutschlands und nimmt eine hervorragende Stellung in der deutschen Kunstgeschichte ein. Die Kirche wurde am 29. April 1274 vom Wormser Bischof Eberhard I. geweiht.
Richard von Deidesheim starb am 25. April 1278; die Vollendung wesentlicher Bauabschnitte des von ihm geleiteten Neubaus der Stiftskirche hat er wohl selbst noch miterlebt. Er wurde vor dem Hochaltar der Stiftskirche beigesetzt. Sein Testament ist heute noch erhalten und wird im Hessischen Staatsarchiv Darmstadt aufbewahrt.